# سلجوق بيرقدار أوغلو
سلجوق بيرقدار أوغلو (بالتركية: Selçuk Bayraktaroğlu، من مواليد 9 مارس 1961) هو جنرال تركي وهو القائد الثالث والخمسين والحالي للقوات البرية التركية منذ 16 أغسطس 2023، عيّنه الرئيس أردوغان رئيسًا لهيئة الأركان العامة عام 2025.

## السيرة
وُلِد في 9 مارس 1961 في بلدة كيليجكايا في قضاء يوسفلي في أرتفين. التحق بالصف الثالث وتخرج من مدرسة كوليلي العسكرية الثانوية عام 1977، والأكاديمية العسكرية عام 1981، ومدرسة الاتصالات ومركز التدريب عام 1982. تخرج من الأكاديمية العسكرية عام 1993 وأصبح ضابط أركان. تخرج من أكاديمية القوات المسلحة عام 1997. تمت ترقيته إلى رتبة عقيد أركان اتصالات عام 2000. حتى عام 2009، شغل منصب مدير فرع التحليل الأساسي في إدارة تحليل وتقييم الاستخبارات الثانية لهيئة الأركان العامة.
تمت ترقيته إلى رتبة عميد في عام 2009. وفي هذه الرتبة، شغل منصب قائد اللواء التاسع للمشاة الآلية بين عامي 2009 و2011، وقائد الذخيرة في قيادة اللوجستيات للقوات البرية بين عامي 2011 و2013. أثناء خدمته في هذا المنصب، وقع انفجار في منشأة فصل وفرز الذخيرة في كيريكالي، مما أسفر عن مقتل 4 أشخاص.
تمت ترقيته إلى رتبة لواء في عام 2013. وفي هذه الرتبة، شغل منصب رئيس هيئة الأركان العامة لقيادة الدفاع السيبراني بين عامي 2013 و2014، ورئيس هيئة الأركان العامة للجيش الثالث بين عامي 2014 و2016.
في عام 2016، تمت ترقيته إلى رتبة فريق وعُيّن رئيسًا لهيئة الأركان العامة. في 9 يناير 2020، عند تكليف متين جوراك بالذهاب إلى ليبيا، بدأ العمل كنائب لرئيس هيئة الأركان العامة. تمت ترقيته إلى رتبة جنرال في عام 2021. تم تعيينه نائبًا لرئيس هيئة الأركان العامة في 24 أغسطس 2021. في 24 ديسمبر 2021، حصل على وسام الخدمة المتميزة للقوات المسلحة التركية من وزير الدفاع الوطني خلوصي أكار لإنجازاته.
بدأ مهامه كقائد للقوات البرية في 16 أغسطس 2023. ووافق على قرار مجلس التأديب العالي لقيادة القوات البرية بشأن فصل 5 ملازمين من القوات المسلحة التركية الذين قرأوا نص القسم قبل الحصول على إذن من رؤسائهم وهتفوا بشعار " نحن جنود مصطفى كمال" في حفل تخرج أكاديمية القوات البرية في 30 أغسطس 2024. تم تعيينه رئيسًا للأركان العامة في عام 2025.